# Sokił Radziwiłłów
Sokił Radziwiłłów (ukr. Футбольний клуб «Сокіл» Радивилів, Futbolnyj Kłub „Sokił” Radywyliw) – ukraiński klub piłkarski z siedzibą w Radziwiłłowie, w obwodzie rówieńskim.

## Historia
Chronologia nazw:
- ???—...: Sokił Radziwiłłów (ukr. «Сокіл» Радивилів)

Drużyna piłkarska Sokił została założona w miejscowości Radziwiłłów po II wojnie światowej.
Występował w rozgrywkach mistrzostw i Pucharu obwodu rówieńskiego.
W sezonach 1995/96, 1997/98 i 2000/01 klub brał udział w rozgrywkach Mistrzostw Ukrainy spośród drużyn amatorskich.
Potem zespół występował w rozgrywkach mistrzostw i Pucharu obwodu rówieńskiego.

## Sukcesy
- 3 miejsce w Mistrzostw Ukrainy spośród drużyn amatorskich:

1995/96
- mistrz obwodu rówieńskiego:

1983